# (9052) Uhland
Pour les articles homonymes, voir Uhland.
(9052) Uhland est un astéroïde de la ceinture principale.

## Description
(9052) Uhland est un astéroïde de la ceinture principale. Il fut découvert le 30 octobre 1991 à Tautenburg par Freimut Börngen. Il présente une orbite caractérisée par un demi-grand axe de 2,46 UA, une excentricité de 0,19 et une inclinaison de 2,2° par rapport à l'écliptique.

## Compléments